# Elżbieta Zębek
Elżbieta Małgorzata Zębek – polska inżynier, profesor nauk inżynieryjno-technicznych.

## Życiorys
W 1994 r. ukończyła studia ochrony środowiska w Akademii Rolniczo-Technicznej w Olsztynie, w 2002 r. obroniła pracę doktorską pt. Wpływ zabiegów rekultywacyjnych na fitoplankton w śródmiejskim jeziorze Jeziorak Mały, której promotorem była dr hab. Alina Bonar, w 2016 r. habilitowała się na podstawie pracy zatytułowanej Wpływ antropogenicznie przekształconej strefy brzegowej na funkcjonowanie fitoplanktonu (szczególnie sinic) i peryfitonu na przykładzie śródmiejskiego jeziora Jeziorak Mały. W 2024 r. uzyskała tytuł profesora nauk inżynieryjno-technicznych.
Została pracownikiem naukowym na Uniwersytecie Warmińsko-Mazurskim w Olsztynie.